# Eudognina viridirosea
Eudognina viridirosea är en fjärilsart som beskrevs av Paul Dognin 1911. Eudognina viridirosea ingår i släktet Eudognina och familjen tandspinnare. Inga underarter finns listade i Catalogue of Life.